# Гаймон (Оклахома)
Гаймон (англ. Guymon) — город в США, в округе Техас штата Оклахома. Население — 12 965 человек (2020).

## География
Гаймон расположен по координатам 36°41′24″ с. ш. 101°28′41″ з. д. (36.690100, -101.478018). Согласно Бюро переписи населения США, город имеет площадь 19,65 км², из которых 19,59 км² — суша и 0,06 км² — водоёмы.

## Демография
| Год переписи                          | Нас.  |  | %±    |
| ------------------------------------- | ----- |  | ----- |
| 1910                                  | 1342  |  | —     |
| 1920                                  | 1507  |  | 12,3% |
| 1930                                  | 2181  |  | 44,7% |
| 1940                                  | 2290  |  | 5%    |
| 1950                                  | 4718  |  | 106%  |
| 1960                                  | 5768  |  | 22,3% |
| 1970                                  | 7674  |  | 33%   |
| 1980                                  | 8492  |  | 10,7% |
| 1990                                  | 7803  |  | −8,1% |
| 2000                                  | 10472 |  | 34,2% |
| 2010                                  | 11442 |  | 9,3%  |
| 2020                                  | 12965 |  | 13,3% |
| 1910–2020 Десятилетняя перепись в США |       |  |       |

Согласно переписи 2010 года, в городе проживало 11 442 человека в 3954 домохозяйствах в составе 2756 семей. Плотность населения составила 582 человека/км². Было 4303 квартиры (219/км²).
Расовый состав населения:
| - 72,6% — белых - 2,7% — азиатов - 1,6% — черных или афроамериканцев - 1,5% — коренных американцев - 0,3% — выходцев из тихоокеанских островов - 18,4% — лиц других рас |

К двум или более расам принадлежало 3,0%. Доля испаноязычных составила 51,5% всего населения.
По возрастному диапазону население распределялось следующим образом: 30,0% — лица младше 18 лет, 60,8% — лица в возрасте 18-64 лет, 9,2% — лица в возрасте 65 лет и старше. Медиана возраста жителя составила 30,4 лет. На 100 человек женского пола в городе приходилось 107,5 мужчины; на 100 женщин в возрасте от 18 лет и старше — 109,4 мужчин также старше 18 лет.
Средний доход на одно домохозяйство составил 57 274 доллара США (медиана — 51 023 ), а средний доход на одну семью — 62 381 доллар (медиана — 53 902). Медиана доходов составляла 35 453 доллара для мужчин и 29 185 долларов для женщин. За чертой бедности находилось 11,3% человек, в том числе 14,5% детей в возрасте до 18 лет и 11,2% лиц в возрасте 65 лет и старше.
Гражданское трудоустроенное население составляло 6251 человек. Основные отрасли занятости: производство — 36,0%, образование, здравоохранение и социальная помощь — 14,7%, сельское хозяйство, лесничество, рыбалка — 11,7%, розничная торговля — 10,4%.

## Известные уроженцы
- Джереми Сохан (род. 2003) — американский профессиональный баскетболист польского происхождения